# Potameia rubra
Potameia rubra är en lagerväxtart som beskrevs av André Joseph Guillaume Henri Kostermans. Potameia rubra ingår i släktet Potameia och familjen lagerväxter. Inga underarter finns listade i Catalogue of Life.